# Ma Tuan-pin
Ma Tuan-pin (* 28. března 1990 v Pekingu, Čína) je čínský zápasník-judista.

## Sportovní kariéra
Na mezinárodní scéně se objevuje od roku 2009. V roce 2012 se na olympijské hry v Londýně nekvalifikoval. V roce 2016 se pod vedením zkušeného korejského trenéra Čong Huna kvalifikoval na olympijské hry v Riu. V úvodním kole porazil na judistu z Džibutska submisí, ale v dalším kole nestačil na Japonce Masaši Ebinumu, kterému podlehl na ippon technikou sode-curikomi-goši.

## Výsledky
| Turnaj            | 2010           | 2011           | 2012           | 2013           | 2014           | 2015           | 2016           |  |
| Turnaj            | 20             | 21             | 22             | 23             | 24             | 25             | 26             |  |
| Turnaj            | pololehká váha | pololehká váha | pololehká váha | pololehká váha | pololehká váha | pololehká váha | pololehká váha |  |
| ----------------- | -------------- | -------------- | -------------- | -------------- | -------------- | -------------- | -------------- |  |
| Olympijské hry    |                |                | —              |                |                |                | úč.            |  |
| Mistrovství světa | úč.            | —              |                | —              | 7.             | úč.            |                |  |
| Asijské hry       | —              |                |                |                | 7.             |                |                |  |
| Mistrovství Asie  |                | 5.             | —              | —              |                | 5.             | 5.             |  |